# 31238 Kroměříž
31238 Kroměříž è un asteroide della fascia principale. Scoperto nel 1998, presenta un'orbita caratterizzata da un semiasse maggiore pari a 3,3557316 UA e da un'eccentricità di 0,0305489, inclinata di 3,09643° rispetto all'eclittica.